# Росохатка
Росохатка (пол. Rosochatka) — село в Польщі, у гміні Слівиці Тухольського повіту Куявсько-Поморського воєводства.
Населення — 256 осіб (2011).
У 1975-1998 роках село належало до Бидгощського воєводства.

## Демографія
Демографічна структура станом на 31 березня 2011 року:
|          | Загалом | Допрацездатний вік | Працездатний вік | Постпрацездатний вік |
| -------- | ------- | ------------------ | ---------------- | -------------------- |
| Чоловіки | 134     | 41                 | 83               | 10                   |
| Жінки    | 122     | 35                 | 63               | 24                   |
| Разом    | 256     | 76                 | 146              | 34                   |